# Feltia subgothica
Feltia subgothica är en fjärilsart som beskrevs av Fitch. Feltia subgothica ingår i släktet Feltia och familjen nattflyn. Inga underarter finns listade i Catalogue of Life.

## Bildgalleri

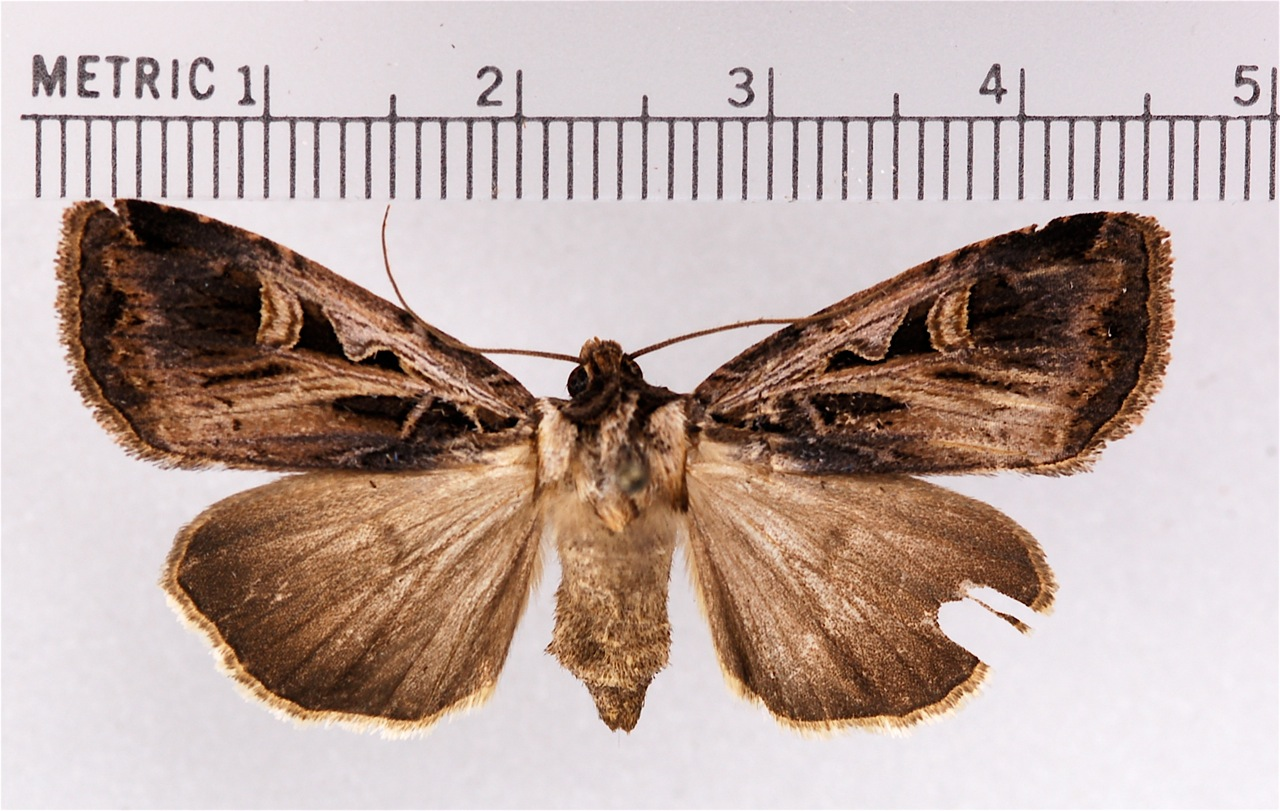